# Siff Andersson
Siff Andersson (Siff Line Ravn Andersson) (født 1993 i  Rødovre,  er en dansk skuespiller, der har medvirket i en række kortfilm.